# ギャラリー風人洞

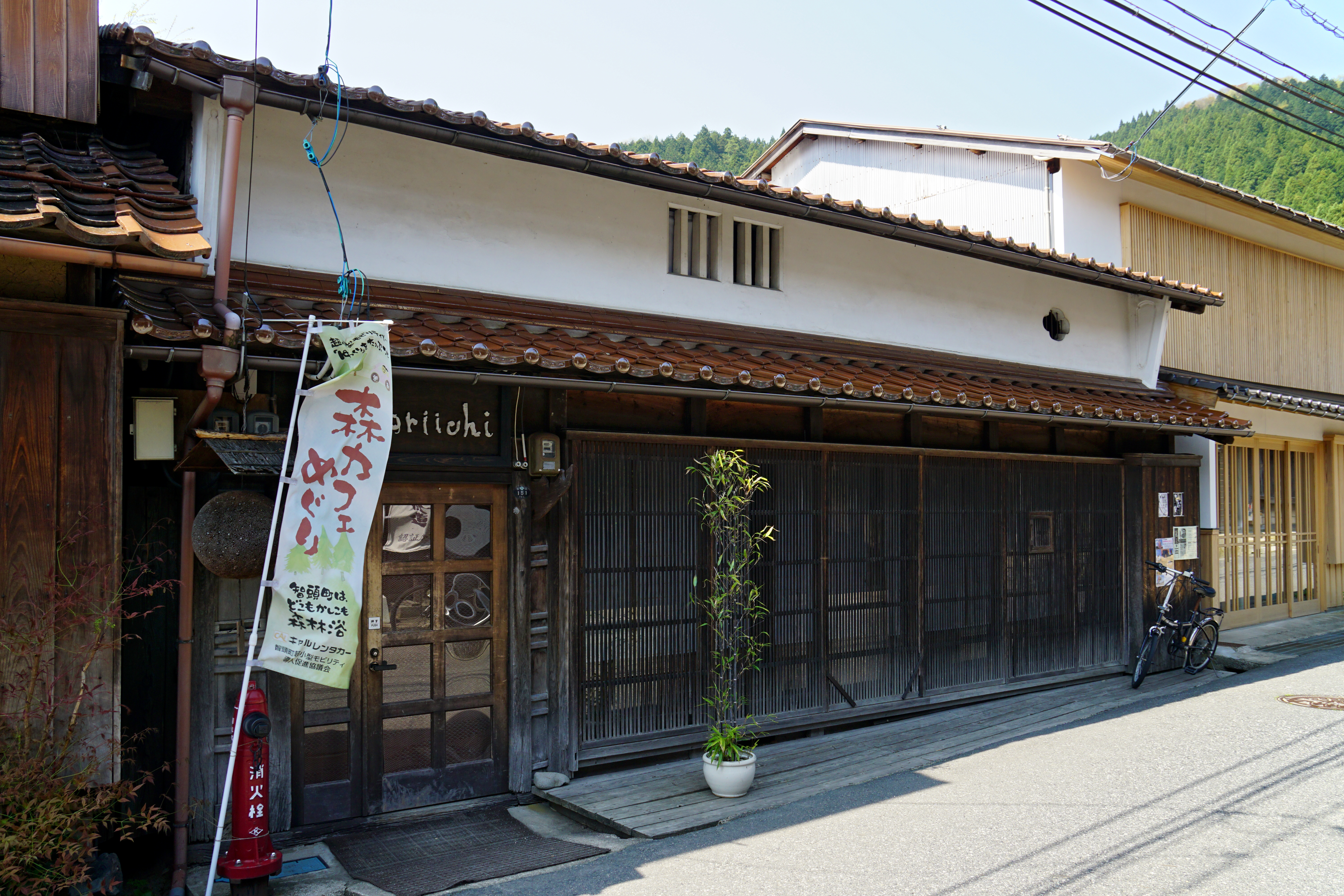
2015年4月25日撮影

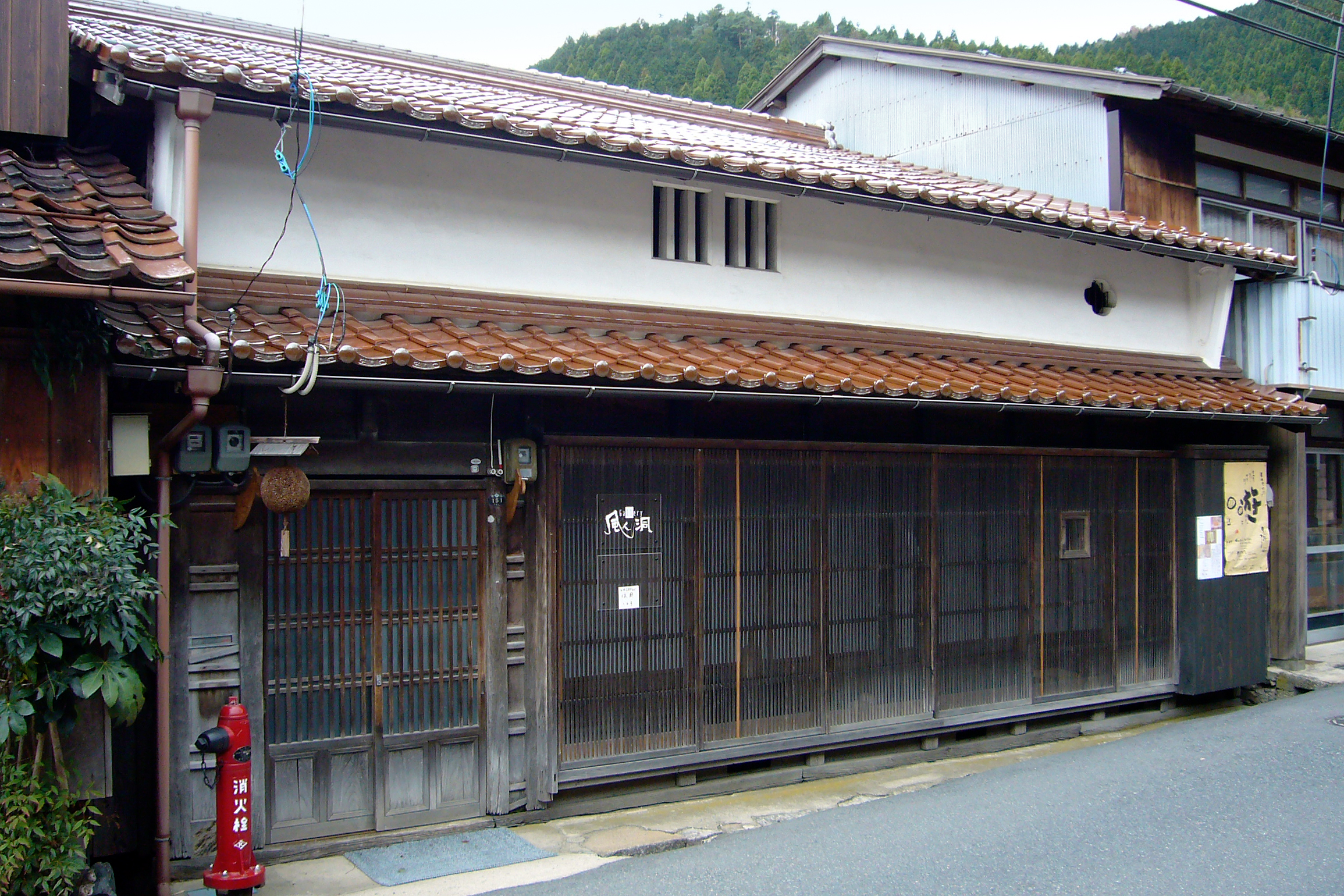
2006年4月23日撮影

ギャラリー風人洞（ふうじんどう）は鳥取県八頭郡智頭町に2005年4月-2009年11月まであった、江戸期の町家を再生したギャラリースペース。開設者は陶芸家の美藤康夫。経営者変更に伴い、「cafe&space Moriichi」という名称になった。

## 所在地
〒689-1402 鳥取県八頭郡智頭町智頭472-1

## 利用情報
- 開館時間 - 10:00から16:00まで
- 休館日 - 水・木曜日

## 交通アクセス
- 智頭急行およびJR因美線 智頭駅 徒歩10分
- 日本交通または日ノ丸自動車高速バス智頭停留所、日ノ丸自動車路線バス京橋停留所　徒歩3分

## 周辺
- 旧塩屋出店（向い）